# Marko Pecarski
Marko Pecarski (in serbo Марко Пецарски?; Gijón, 12 febbraio 2000) è un cestista serbo.
È il figlio di Miroslav Pecarski, ex cestista.

## Palmarès
- Coppa di Serbia: 2

Partizan Belgrado: 2018, 2019